# Nitijeḷā
Nitijeḷā (marshallesisch) ist das Parlament der Marshallinseln. Der Sitz des Nitijeḷās befindet sich in der Hauptstadt Majuro.
In die Volksvertretung werden 33 Abgeordnete für jeweils vier Jahre gewählt. Das Staatsgebiet der Marshallinseln ist in 24 Wahlbezirke geteilt. Diese entsenden, je nach ihrer Wichtigkeit, einen bis fünf Abgeordnete in den Nitijeḷā, wobei das Majuro-Atoll mit fünf die meisten Delegierten entsendet. Die Abgeordneten wählen den Präsidenten der Marshallinseln, so geschehen, als die Abgeordneten am 28. Januar 2016 Hilda Heine mit 24 von 33 Stimmen zur Präsidentin wählte. In der aktuellen Legislaturperiode sitzen 33 Unabhängige im Parlament der Marshallinseln, wovon drei Frauen sind, was einer Frauenquote von 9,1 % entspricht.
Neben dem Nitijeḷā gibt es einen Rat der Stammesführer (Council of Iroij) mit beratender Funktion.